# Lenfilm

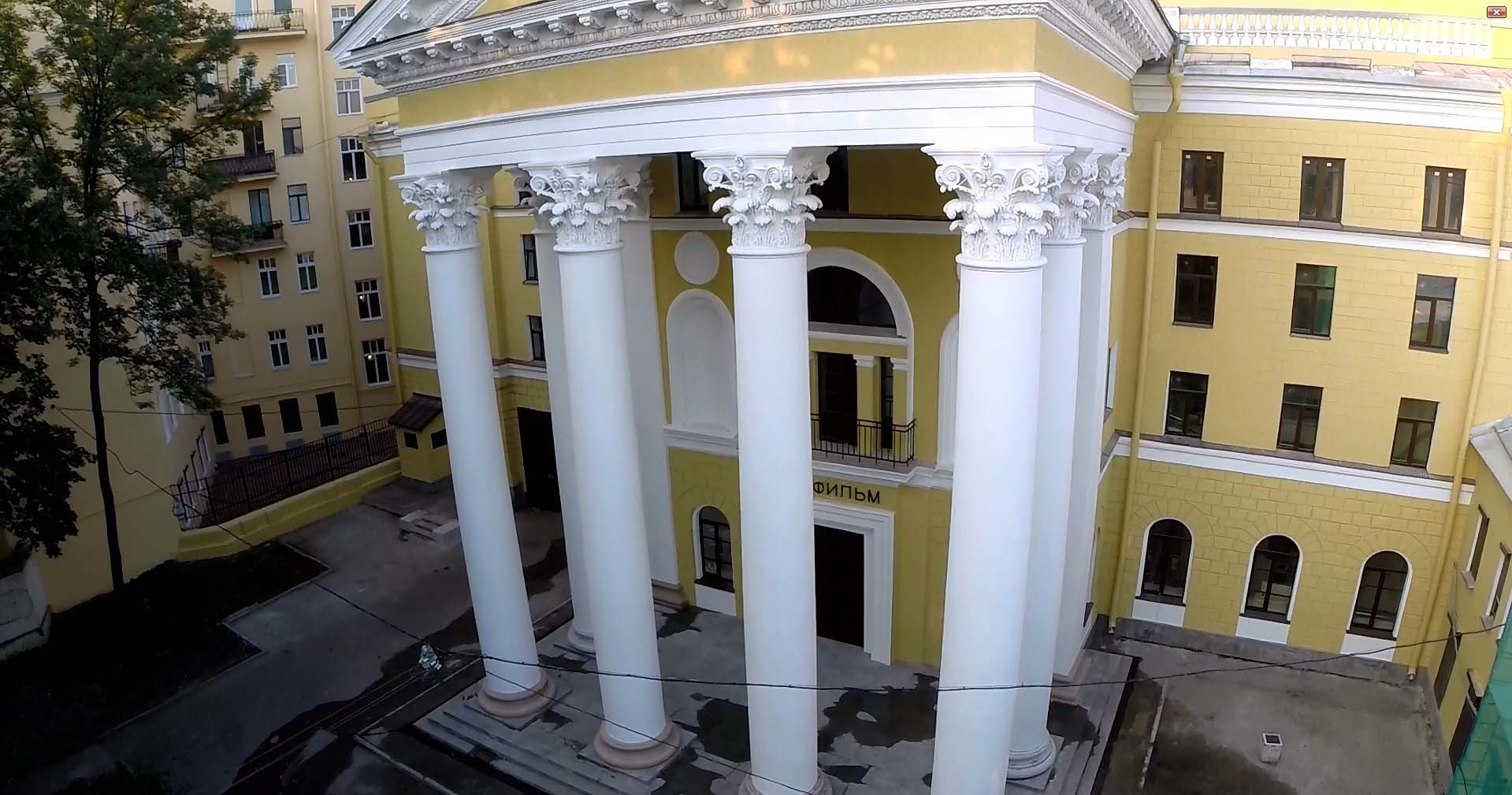
Entrée principale.

Lenfilm est le nom des studios de Saint-Pétersbourg (ex-Léningrad d'où le nom). Situés dans le district de Petrograd, ils s'étendent sur 10 ha. Ses dix bâtiments comprennent quatre pavillons de tournage et les ateliers d'équipement technique, de montage, de maquillage et de décor.

## Histoire et caractéristiques
En 1908, l'homme d'affaires pétersbourgeois Vladislav Karpinsky inaugure ses studios appelés Ominum Film qui produisent des documentaires et des longs métrages. Les installations et les terrains sont nationalisés en 1918. De 1924 à 1926, les studios sont temporairement appelés Leningrad Film Factory Goskino et changent encore plusieurs fois de noms au cours des années suivantes, jusqu'en 1934 où les studios sont enfin rebaptisés Lenfilm. Après la pérestroïka, les studios subsistent difficilement avant de recevoir d'importantes subventions de la part du gouvernement russe en 2019.

## Films produits
- 1983 : Les Garnements (Пацаны) de Dinara Assanova

## Réalisateurs associés
- Leo Arnchtam
- Dinara Assanova
- Marc Donskoï
- Fridrikh Ermler
- Ilia Frez
- Sergueï Guerassimov
- Iouri Guerman
- Sergueï Ioutkevitch
- Mikhaïl Kalatozov
- Iossif Kheifitz
- Nadejda Kocheverova
- Grigori Kozintsev
- Boudimir Metalnikov
- Andreï Moskvine
- Vladimir Petrov
- Grigori Rochal
- Alexandre Sokourov
- Viktor Tregoubovitch
- Alexandre Zarkhi

## Anenxes